# Catharus gracilirostris
Catharus gracilirostris là một loài chim trong họ Turdidae.